# Rhonda Byrne
Rhonda Byrne (Melbourne, 12 de março de 1951) é uma escritora australiana e produtora cinematográfica, que se tornou famosa em todo o mundo graças ao seu best-seller O Segredo, que também deu origem ao filme documentário homônimo. A autora integra-se ao chamado Movimento Novo Pensamento, e também ao da Nova Era. Um dos princípios deste último é a lei da atração. Em 2007, Byrne foi considerada pela revista Time como uma das 100 pessoas mais influentes do mundo.

## Biografia
Nascida em Melbourne, Byrne tirou inspiração para escrever seu primeiro livro, O Segredo, a partir da leitura de A Ciência de Ficar Rico, de Wallace D. Wattles, por intermédio de sua filha. Nessa época, Byrne descreve que encontrava-se em luto devido a recente morte de seu pai.
Publicado em 2006, seu livro se tornou um best-seller, vendendo cerca de 30 milhões de cópias. O livro se baseia na crença da lei pseudocientífica da atração, onde afirma que os pensamentos podem alterar diretamente a vida de uma pessoa. No mesmo ano, foi lançado The Secret, uma adaptação homônima do livro em forma de documentário, onde Byrne também atuou como produtora executiva.